# Oxyna menyuanica
Oxyna menyuanica är en tvåvingeart som beskrevs av Wang 1996. Oxyna menyuanica ingår i släktet Oxyna och familjen borrflugor. Inga underarter finns listade i Catalogue of Life.